# Sophia von Pommern († 1497)

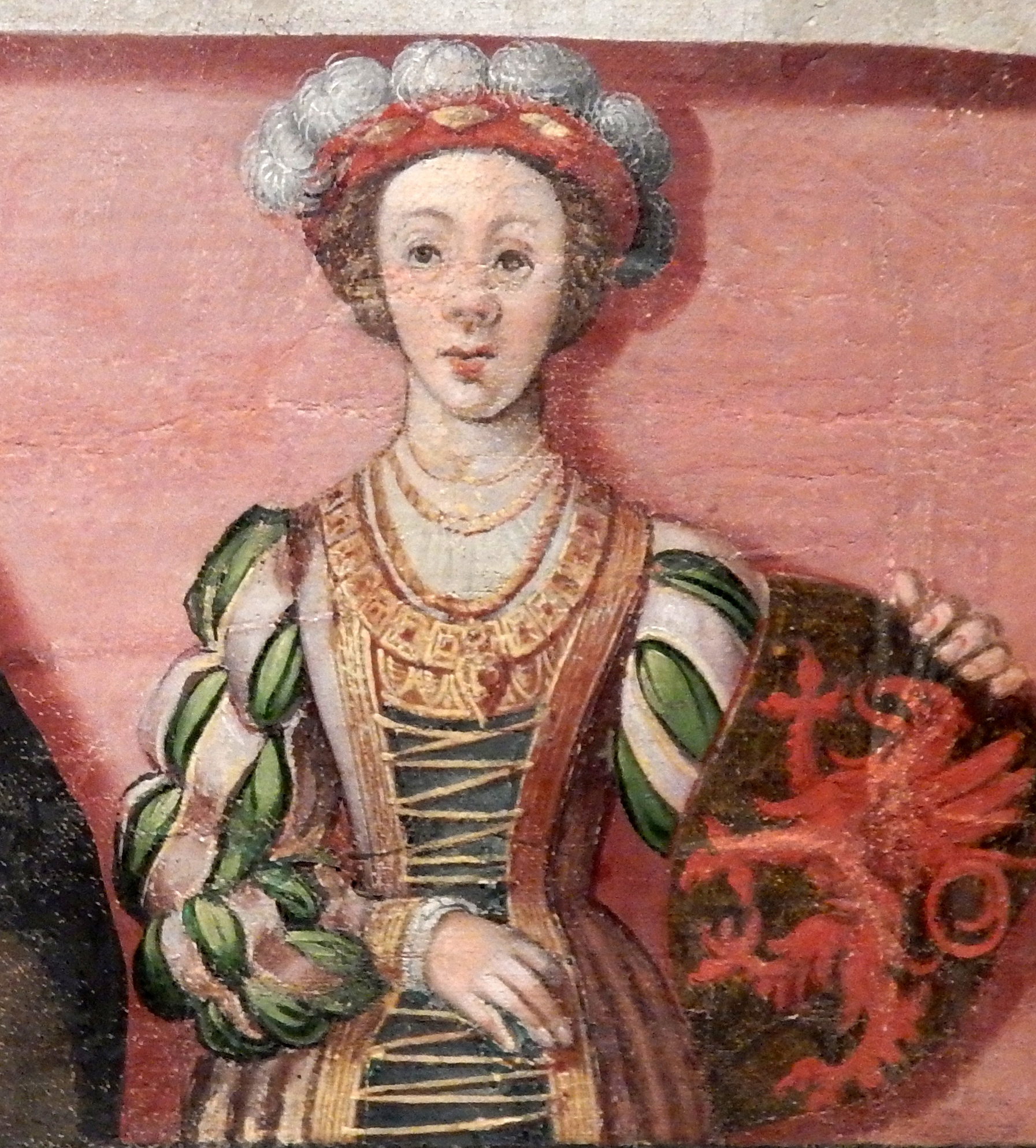
Cornelius Krommeny: Sophia von Pommern-Stolp, 1598

Sophia von Pommern (* um 1435; † um den 24. August 1497 in Stolp), auch Sofia, war eine Herzogin von Pommern aus dem Greifenhause. Sie war das einzige das Erwachsenenalter erreichende Kind von Herzog Bogislaw IX. von Pommern-Stolp, Erbin ihres Onkels Erichs I. von Pommern-Stolp, des zeitweiligen Königs von Dänemark (bis 1439), Norwegen (bis 1441) und Schweden (bis 1442), und Gemahlin von Herzog Erich II. von Pommern-Wolgast.

## Leben
Sophia war die Tochter des im Teilherzogtum Pommern-Stolp regierenden Herzogs Bogislaw IX. und dessen Gemahlin Maria von Masowien. Sie hatte keine Brüder; ihre einzige Schwester Alexandra starb, wohl noch als Mädchen, im Jahre 1454. Nach dem Tode ihres Vaters Bogislaw IX. im Jahre 1446 folgte diesem sein Vetter Erich I. in der Regierung von Pommern-Stolp. Erich I. war Unionskönig der nordischen Reiche gewesen, bis er dort im Jahre 1439 abgesetzt worden war.
Erich I. hatte keine eigenen Kinder. Er verheiratete Sophia im Jahre 1451 mit ihrem entfernten Verwandten Herzog Erich II., dem ältesten Sohn des in Pommern-Wolgast regierenden Herzogs Wartislaw IX. Als Erich I. im Jahre 1459 starb, erbte Sophia seinen persönlichen Besitz, vor allem „seine aus besserer Zeit ihm gebliebenen ungeheuren Schätze an goldenen und silbernen Kleinodien und kostbaren Steinen, von denen noch der spätere Chronist Kantzow theils aus eigener Anschauung berichtet“. Ihr Gatte Erich II. nahm das Land Pommern-Stolp in Besitz.
Das Verhältnis Sophias zu ihrem Gatten Erich II. wird in der Geschichtsschreibung als nicht gut bezeichnet. Nach dem Artikel in der Allgemeinen Deutschen Biographie (1877) „verletzte [sie] den Gatten durch ihre Herrschbegier, in der sie als Erbin Erichs I. sich als die eigentliche Herrin Pommerns betrachtete“, sie habe „getrennt von ihrem Gatten auf dem ererbten Schlosse zu Rügenwalde in Hinterpommern in verbotenem Umgang mit ihrem Hofmeister Hans von Massow [gelebt], im Haß gegen den Gemahl die eigenen Kinder vernachlässigend“. Zu der angebliche Vernachlässigung ihrer Kinder gehört die Sagengestalt des Hans Lange, der ihrem Sohn Bogislaw X. in dessen Jugendzeit beigestanden haben soll.
Herzogin Sophia überlebte ihren Gatten, der 1474 starb, um mehr als zwei Jahrzehnte. Sie starb im Jahre 1497 in Stolp und wurde im dortigen Dominikanerkloster bestattet.
Der Historiker Klaus Conrad bezeichnete Herzogin Sophia als „eine der bedeutenderen Frauen aus dem Greifenhaus, deren Bild allerdings durch die Verleumdungen ihres Sohnes Bogislaw X. verdunkelt worden ist“.

## Nachkommen
Aus Herzogin Sophias Ehe mit Herzog Erich II. gingen hervor:
1. Bogislaw X. (* 1454; † 1523)
2. Kasimir (* um 1455; † 1474)
3. Wartislaw (* nach 1465; † 1475)
4. Barnim (* nach 1465; † 1474)
5. Elisabeth († 1516), Priorin im Kloster Verchen
6. Sophie (* um 1460; † 1504), ⚭ Herzog Magnus II. von Mecklenburg (* 1441; † 1503)
7. Margaretha († 1526), ⚭ Herzog Balthasar von Mecklenburg (* 1451; † 1507)
8. Katharina († 1526), ⚭ Herzog Heinrich I. von Braunschweig-Wolfenbüttel (* 1463; † 1514)
9. Maria († 1512), Äbtissin zu Wollin